# جورج داي
جورج داي (بالإنجليزية: George Day)‏ هو سياسي أسترالي، ولد في 29 أكتوبر 1826، وتوفي في 13 يوليو 1906. انتخب عضو الجمعية التشريعية نيو ساوث ويلز.